# The Wait (film 2021)
The Wait (Odotus) è un film del 2021 diretto da Aku Louhimies.
La pellicola è l'adattamento cinematografico del racconto La moglie del parroco (Papin rouva) del 1893 di Juhani Aho.

## Trama
Isolata insieme con il marito su un'isola remota e idilliaca della Finlandia, mentre il resto del mondo è alle prese con la pandemia, una donna si trova ad affrontare una lotta emotiva tra razionalità e passione, dopo che un vecchio compagno di studi del marito arriva in visita dalla Francia. Le tematiche universali dell'amore, dell'onestà e del desiderio si intrecciano.

## Produzione
Alcune scene del film sono state girate nel parco nazionale dell'Arcipelago di Turku.

## Distribuzione
Il lungometraggio è stato presentato in anteprima mondiale al Tallinn Black Nights Film Festival, in Estonia, il 26 novembre 2021, prima di essere distribuito nelle sale cinematografiche finlandesi dal 1º aprile 2022.

## Accoglienza

### Critica
Il film ha ricevuto diverse recensioni.